# 秋云号驱逐舰
秋云号驱逐舰（日语：秋雲）是一艘阳炎型驱逐舰，服役于大日本帝国海军。

## 战史
1942年10月27日早些时分，圣克鲁兹群岛海战结束不久，秋云号驱逐舰和卷云号驱逐舰击沉了已经严重受损的美国海军大黄蜂号航空母舰。先前，其他美军军舰试图破坏大黄蜂号，不过日本海军将他们逼走了。
在太平洋战争期间，秋云号曾在多个战场作战。1943-1944年间，该舰的雷达和防空武器得到了改装。
1944年4月11日，秋云号被美国海军红鳍号潜艇击沉于菲律宾三宝颜半岛东南约30海里处。(06°43′N 122°23′E / 6.717°N 122.383°E).